# Kovarianzoperator
Der Kovarianzoperator bezeichnet in der Stochastik einen linearen Operator, der den Begriff der Kovarianz auf unendlichdimensionale Räume erweitert. Der Begriff wird in der Theorie der stochastischen partiellen Differentialgleichungen und der stochastischen Analysis auf Banach- und Hilberträumen verwendet.

## Definition
Sei {\displaystyle E} ein lokalkonvexer Raum und {\displaystyle E'} der topologische Dualraum. Weiter sei {\displaystyle {\mathcal {E}}(E,E')} die zylindrische σ-Algebra und {\displaystyle \mu } ein Wahrscheinlichkeitsmaß darauf, das heißt für jedes {\displaystyle f\in E'} wird durch das Bildmaß {\displaystyle f^{*}\mu } ein Maß auf {\displaystyle \mathbb {R} } definiert.

### Kovarianzoperator
Der Kovarianzoperator {\displaystyle \operatorname {C} _{\mu }:E'\to (E')^{*}} von {\displaystyle \mu } ist definiert durch
{\displaystyle \operatorname {C} _{\mu }(\varphi )(\xi ):=\int _{E}(\varphi (x)-\mathbb {E} _{\mu }[\varphi ])(\xi (x)-\mathbb {E} _{\mu }[\xi ])\mu (\mathrm {d} x)}
für {\displaystyle \varphi ,\xi \in E^{'}} wobei {\displaystyle \mathbb {E} _{\mu }} den Erwartungswert von {\displaystyle \mu } bezeichnet
{\displaystyle \mathbb {E} _{\mu }[\varphi ]=\int _{E}\varphi (x)\mu (\mathrm {d} x).}
Das heißt also {\displaystyle \operatorname {C} _{\mu }(\varphi )} ist ein Element des Bidualraums, das heißt ein Funktional auf {\displaystyle E'}, und es gilt
{\displaystyle \langle \operatorname {C} _{\mu }(g),f\rangle =\langle g,\operatorname {C} _{\mu }(f)\rangle =\operatorname {C} _{\mu }(f)(g).}
Der Operator induziert eine symmetrische Bilinearform {\displaystyle \operatorname {Cov} _{\mu }:E'\times E'\to \mathbb {R} } durch
{\displaystyle \operatorname {Cov} _{\mu }(\varphi ,\xi ):=\operatorname {C} _{\mu }(\varphi )(\xi )}, welche bilinear und positiv definit ist, genannt Kovarianz.

### Erläuterungen
- Seien {\displaystyle a_{\mu }} und {\displaystyle \varphi } beschränkt. Wenn {\displaystyle E} ein Hilbert-Raum ist, dann gilt nach dem Darstellungssatz von Fréchet-Riesz für {\displaystyle \varphi \in E'}, dass {\displaystyle \varphi (x)=\langle h,x\rangle } für alle {\displaystyle x\in E} und ein {\displaystyle h\in E} sowie {\displaystyle a_{\mu }=\langle h,m\rangle } für ein {\displaystyle m\in E}, somit

{\displaystyle \langle \operatorname {C} _{\mu }h_{1},h_{2}\rangle =\int _{E}\langle h_{1},x-m\rangle \langle h_{2},x-m\rangle \mu (\mathrm {d} x)}
für alle {\displaystyle h_{1},h_{2}\in E}.
- Der Kovarianzoperator ist ein reproduzierbarer Operator und induziert einen Cameron-Martin-Raum.

## Beispiele

### Der endliche Fall Rn
Sei {\displaystyle E=\mathbb {R} ^{n}} und {\displaystyle (E')^{*}=\mathbb {R} ^{n}}, da der Raum reflexiv ist. Dann ist {\displaystyle \operatorname {Cov} _{\mu }} die Kovarianzmatrix.

### Gaußsches Maß
Sei {\displaystyle \mu } ein gaußsches Maß auf einem separablen Banach-Raum {\displaystyle (E,{\mathcal {B}}(E))}, dann ist seine Fourier-Transformierte
{\displaystyle {\hat {\mu }}(f)=\int _{E}e^{if(x)}\mu (\mathrm {d} x)=e^{ia_{\mu }(f)-{\frac {1}{2}}\operatorname {Cov} _{\mu }(f,f)},\quad f\in E}